# Pseuduraecha sulcaticeps
Pseuduraecha sulcaticeps là một loài bọ cánh cứng trong họ Cerambycidae.